# Jaren
Jaren – centrum administracyjne norweskiej gminy Gran w okręgu Innlandet. Wraz z Brandbu tworzy obszar miejski liczący 4323 mieszkańców.